# Csorba Géza (szobrász)
Csorba Géza,1913-ig Donner (Liptóújvár, 1892. július 27. – Budapest, 1974. december 27.) Kossuth-díjas szobrászművész.

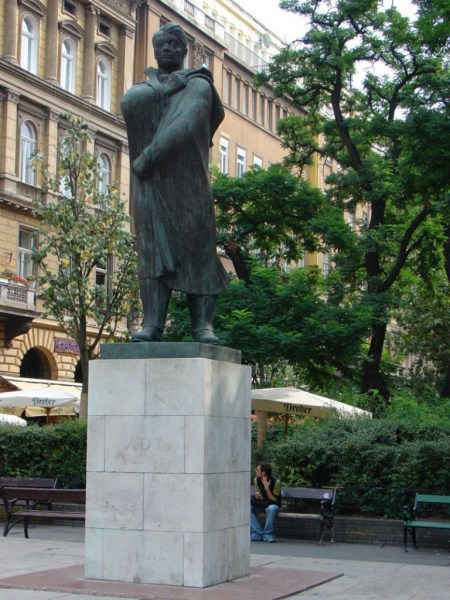
Ady Endre szobra
Budapest VI. kerülete
Liszt Ferenc tér

## Életpályája
Donner Bertalan és Stein Matild (1866–1945) fia. Liptóújváron kezdett rajzot tanulni Strobl Alajosnál. 1912-től a budapesti iparművészeti iskolában, majd 1912-től Strobl Alajos és Radnai Béla tanítványaként a Képzőművészeti Főiskolán tanult. 1913-ban tanulmányait megszakította, egy évig Fischer Antal szobrászműhelyének alkalmazottja lett, majd saját műhelyt nyitott. Tanulmányait nem fejezte be, a továbbiakban önképzéssel gyarapította szobrászati ismereteit.
Kisplasztikákat, síremlékeket, emlékműveket és emlékszobrokat egyaránt készített. 1913-ban szerepelt először kiállításon. 1916-tól csatlakozott a Hetek csoportjához. 1917-ben, 1923-ban, 1928-ban és 1931-ben egyéni kiállításon mutatta be műveit Budapesten.
1931-ben Párizsban járt tanulmányúton. Az 1930-as években részt vett szinte minden külföldi magyar csoportos kiállításon. Személyes kapcsolatot tartott fenn a magyar irodalom számos jeles képviselőjével, többek között Babits Mihállyal, József Attilával, Móricz Zsigmonddal és Ady Endrével.
Témaválasztásában meghatározó volt Ady Endréhez fűződő szoros barátsága. Ő készítette el a költő halotti maszkját, emlékét számos rajzban és szoborban örökítette meg. A Kerepesi temetőben álló Ady-síremlék máig egyik legismertebb műve. Művészete enyhén klasszicizáló és enyhén stilizáló, a személyiségek megörökítésén túl egyedi vonásaikat is sikerült áthagyományozni az utókorra. Monumentális szobraihoz kiváló előtanulmányokat, rajzokat készített.
Negyven szoborból álló Magyar Pantheont tervezett, de a kész anyag 1944-ben történt pusztulása miatt terve nem valósult meg.
Több művét a Magyar Nemzeti Galéria őrzi, Buddha című szobra a tokiói Császári Múzeumban látható.

## Magánélete
Házastársa Balassa Erzsébet volt, Balassa Károly és Herman Sára lánya, akivel 1929. augusztus 2-án Budapesten, a Terézvárosban kötött házasságot. Négy évvel később elváltak.

## Főbb művei

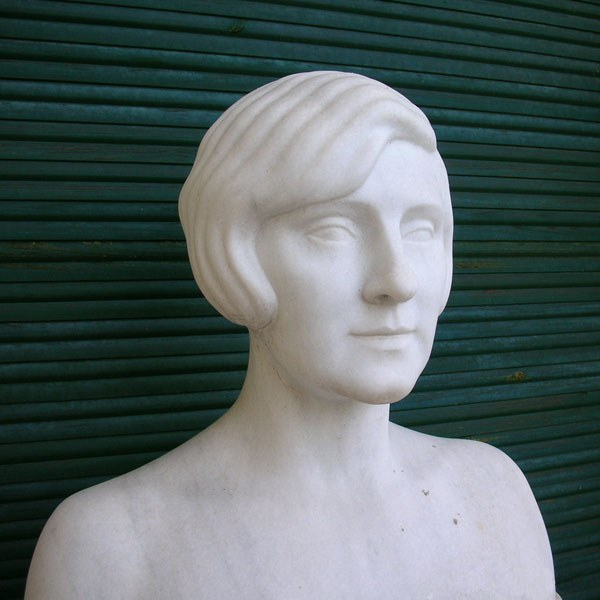
Gombaszögi Frida portrészobra
Részlet
Budapest

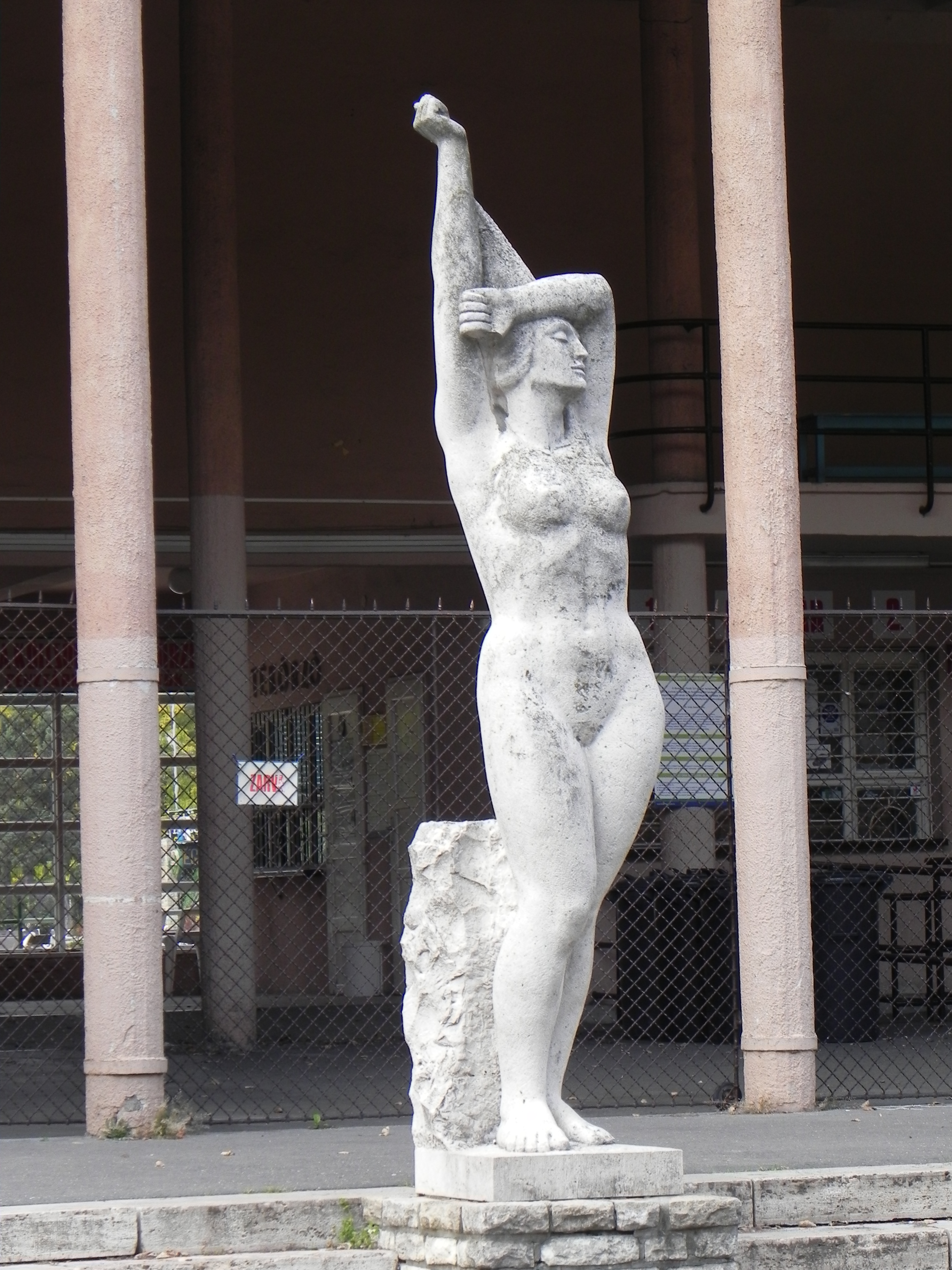
Napozó nő
Budapest
Margit-sziget

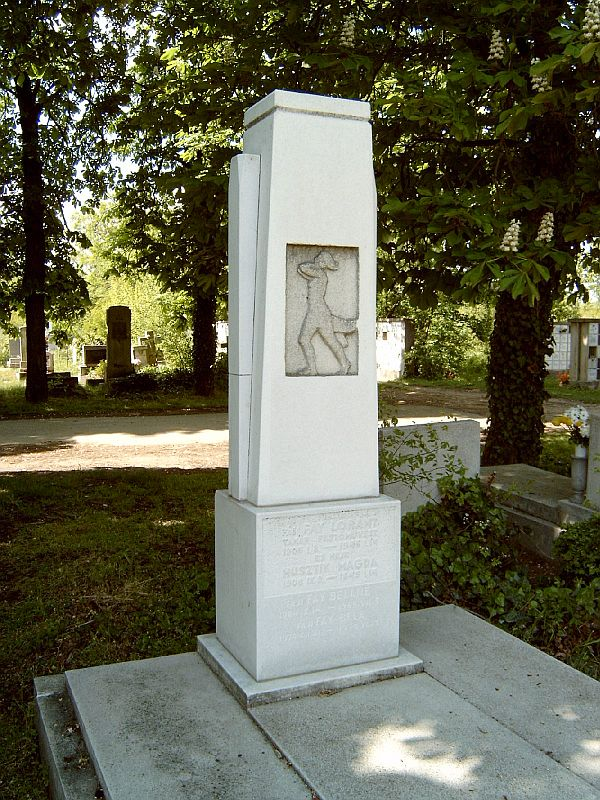
Fáy Lóránd síremléke
Új köztemető: 28-1/a-45/46.

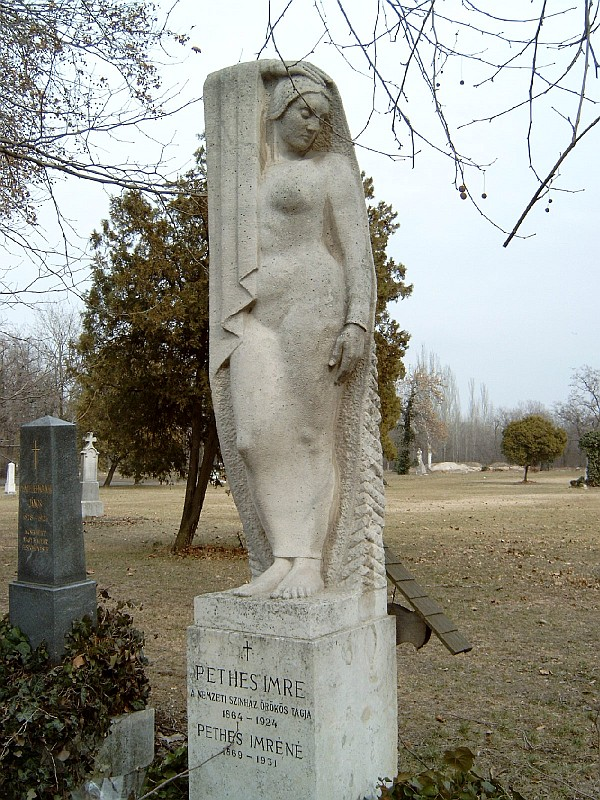
Pethes Imre színész síremléke. Kerepesi temető: 45-1-100.

### Emlékművek, emlékszobrok, emléktáblák
- Thalia (Budapest, 1930)
- Íjas vitéz (Budapest VIII. kerülete, 1934)
- Komjádi Béla (Budapest, Margit-sziget, 1934)
- Repülj, hajóm – Ady-emléktábla (dombormű, Budapest, Andrássy út, 1937)
- Késmárszky Tivadar (Budapest, 1935)
- Napozó (Budapest, Palatinus Strandfürdő, 1937)
- Hegyi tüzérek emlékműve (dombormű, Budapest, 1940)
- Bartók Béla-emléktábla (Budapest, Bartók Béla út, 1948)
- Ady Endre (Budapest, Városliget, Művész sétány, 1952)
- Babits Mihály (Szekszárd, 1957)
- Ady Endre (Budapest, Liszt Ferenc tér, 1960)
- Ady Endre (Budapest, Margitsziget, 1966)
- Ady Endre (Pickering, Kanada, 1968)
- Kőrösi Csoma Sándor (Budapest VI. kerülete, 1968)
- A Honvédelmi Minisztérium épületének bejárati szoborcsoportja Vilt Tiborral és Antal Károllyal.

### Síremlékek
- Ady Endre (1930)
- Pethes Imre (1930)
- Fáy Lóránt (1944)

### Bronz kisplasztikák
- Góg és Magóg fia (1913)
- Anyám (1921)
- Pihenő atléta (1923)
- Álló női akt (1923)
- Jeremiás próféta (1927)
- Bartók Béla (1931)
- Az ötök vándor (1933)
- Hun íjász (1936)
- József Attila (1949)
- Buddha (Császári Múzeum, Tokiói Egyetem, Japán)

## Díjak elismerések
- Kossuth-díj (1950)
- Érdemes művész (1961)
- Kiváló művész (1971)